# Jean Jacques Raimond Jr.
Jean Jacques Raimond Jr. (Den Haag, 13 april 1903 – 3 december 1961) was een Nederlands astronoom.

## Biografie
Raimond Jr. was de zoon van Jean Jacques Raimond Sr., meubelmaker in Den Haag, en Tetje van der Werf. Hij studeerde astronomie aan de universiteit van Leiden en Groningen. Bij deze laatste behaalde hij zijn doctoraat als promovendus van Jacobus Kapteyn, met de verdediging van zijn proefschrift "The Coefficient of Differential Galactic Absorption".
Bij de opening in 1934 werd Raimond Jr. benoemd tot directeur van het Sijthoff-planetarium in Den Haag, waarbij de werking van het zonnestelsel en heelal werd uitgelegd met behulp van een Zeiss-projector. Dit was het eerste zogenaamde Zeiss Planetarium die buiten Duitsland was gebouwd. Hiermee had hij een sterke invloed in de popularisatie van de sterrenkunde in Nederland. In 1944 werd hij gekozen tot voorzitter van de Nederlandse Vereniging voor Weer- en Sterrenkunde (NVWS), nadat hij daarvoor jarenlang bestuurslid was geweest.
Van 1938 tot aan zijn overlijden in 1961 publiceerde hij een aantal uitgaven van de populaire serie "Sterrengids", een astronomische almanak.
In 1955 werd een plaatselijke astronomie-vereniging naar hem vernoemd. Deze vereniging bestaat nog steeds, maar onder een andere naam: VWS Triangulum. Verder is de planetoïde 1450 Raimonda naar hem vernoemd, alsook de maankrater Raimond.

## Publicaties
- Raimond, Jean Jacques (Jr.) Het elektrische planetarium: een beschrijving van het Zeiss-Planetarium met een inleiding over andere planetaria, Diligentia, Amsterdam, 1934.

- Gemeinsame Normdatei: 127268022
- International Standard Name Identifier: 0000 0000 2190 3859
- Library of Congress Control Number: n80139535
- Mathematics Genealogy Project: 113858
- Nederlandse Thesaurus van Auteursnamen: 069511306
- Système universitaire de documentation: 178866393
- Virtual International Authority File: 72701786
- WorldCat: E39PBJvRYkwDf4ywTytyKkHBfq